# Havfiskeri
Havfiskeri er fiskeri fra båd på havet.
Der skelnes mellem professionelt og fritidsfiskeri.
Professionelt havfiskeri reguleres af Fiskeridirektoratet via kvoteordninger, som koordineres internationalt.
For fritidsfiskere gælder, at havfiskeri kræver et fisketegn, som kan købes på posthuse; på Fiskeridirektoratets hjemmeside samt i forretninger med lystfiskerudstyr. 
Havfiskere opdeles i lystfiskere, der anvender fiskestang, og fritidsfiskere, som bruger garn, ruser eller langline.